# Гапе Керкелінг
Гапе Керкелінг (нім. Hape Kerkeling, повне ім'я нім. Hans-Peter Wilhelm Kerkeling; нар. 9 грудня 1964, Реклінґгаузен) — німецький комік, письменник, телеведучий, актор і співак.

## Біографія
Син теслі і продавчині квіткового магазину. У восьмирічному віці втратив матір, потім виховувався в родині діда-нідерландця.
У 1984 році закінчив гімназію Марії Кюрі в Реклінґгаузені. Ще в гімназії разом з товаришами створив групу «Здорова їжа» і записав звукову платівку «Гаваї».
Телевізійна кар'єра почалася з невдачі: в 1977 році, 12-річною дитиною він взяв участь у відборі на роль дитини в скетчі «Різдво з Хопенштедтамі» у режисера Лоріо, але цю роль в остаточному підсумку отримала Катя Богданскі.
У віці 17 років взяв участь в телевізійному шоу талантів.
У 1984 році отримав свою першу нагороду.
Прорив в кінокар'єрі стався в 1984-85 роках, коли він отримав роль Кенгуру в телевізійній комедії-шоу.

## Фільмографія
Horst Schlämmer — Isch kandidiere! (2009)
Samba in Mettmann (2004)
Tobias Totz und sein Löwe (1999)